# Ehrendorf (Gemeinde Großdietmanns)
Ehrendorf ist eine Ortschaft und eine Katastralgemeinde der Marktgemeinde Großdietmanns im Bezirk Gmünd in Niederösterreich mit 425 Einwohnern (Stand 1. Jänner 2024).

## Geografie
Das Dorf liegt nordöstlich von Dietmanns und ist mit dem Gmünder Stadtteil Neustadt verwachsen. Durch den Ort führt die Landesstraße L8228, von der hier auch die L8224 abzweigt.
Am 1. April 2020 umfasste die Ortschaft 158 Adressen.

## Siedlungsentwicklung
Zum Jahreswechsel 1979/1980 befanden sich in der Katastralgemeinde Ehrendorf insgesamt 50 Bauflächen mit 13.920 m² und 35 Gärten auf 17.674 m², 1989/1990 waren es ebenso 50 Bauflächen. 1999/2000 war die Zahl der Bauflächen auf 335 angewachsen und 2009/2010 bestanden 193 Gebäude auf 435 Bauflächen.

## Geschichte
Der Ort wurde erstmals im Jahr 1408 als Erndorf genannt und ist vermutlich eine Gründung des adeligen Geschlechtes der Arndorffer (auch Erndorffer), die hier 1427 erstmals urkundlich aufscheinen.
Die ansässigen Bauern waren mit Ausnahme zweier Höfstätten Waldbauern, die auf ihren wenigen Äckern Dreifelderwirtschaft betrieben, berichtete Schweickhardt. Beim Ort befand sich die von der Lainsitz angetriebene Ehrendorfer-Mühle.
Im Jahr 1822 wurde der Ort als Dorf mit 15 Häusern genannt, das nach Gmünd eingepfarrt war, wohin auch die Kinder eingeschult wurden. Die Herrschaft Engelstein besaß die Ortsobrigkeit, besorgte die Konskription und verfügte über sämtliche Untertanen und Grundholde im Ort. Die Landgerichtsbarkeit wurde von der Herrschaft Gmünd ausgeübt.
Im Jahr 1850 schloss sich Ehrendorf der Gemeinde Wielands an und kam 1922 zur Gemeinde Dietmanns; die nordöstlichen Teile des Katastralgemeinde, die heute als Villenkolonie zu Gmünd-Neustadt zählen, wurden von Ehrendorf abgetrennt und der Stadt Gmünd zugeschlagen. Laut Adressbuch von Österreich waren im Jahr 1938 in Ehrendorf ein Gastwirt, eine Mühle und zwei Landwirte mit Direktvertrieb ansässig.
Die ab 1951 errichtete und unmittelbar an die Villenkolonie angebaute Griesbühelsiedlung wurde 1955 der Stadt Gmünd zur Übernahme angeboten, was diese jedoch ablehnte.

## Bodennutzung
Die Katastralgemeinde ist landwirtschaftlich geprägt. 79 Hektar wurden zum Jahreswechsel 1979/1980 landwirtschaftlich genutzt und 32 Hektar waren forstwirtschaftlich geführte Waldflächen. 1999/2000 wurde auf 49 Hektar Landwirtschaft betrieben und 37 Hektar waren als forstwirtschaftlich genutzte Flächen ausgewiesen. Ende 2018 waren 40 Hektar als landwirtschaftliche Flächen genutzt und Forstwirtschaft wurde auf 37 Hektar betrieben. Die durchschnittliche Bodenklimazahl von Ehrendorf beträgt 29,1 (Stand 2010).

## Sehenswürdigkeiten
- Schloss Ehrendorf, eine erstmals 1427 erwähnte, mehrfach umgebaute Anlage

## Verkehr
In Ehrendorf befindet sich eine Station der Waldviertler Schmalspurbahnen.